# Egretta
Az Egretta a madarak (Aves) osztályának a gödényalakúak (Pelecaniformes) rendjébe, ezen belül a gémfélék (Ardeidae) családjába és a gémformák (Ardeinae) alcsaládjába tartozó nem.

## Rendszerezés
A nembe az alábbi 12 élő faj és 1 fosszilis faj tartozik:
- haranggém (Egretta ardesiaca) (Wagler, 1827)
- kék gém (Egretta caerulea) (Linnaeus, 1758)
- madagaszkári zátonykócsag (Egretta dimorpha) Hartert, 1914
- kontyos kócsag (Egretta eulophotes) (Swinhoe, 1860)
- kis kócsag (Egretta garzetta) (Linnaeus, 1766)
- zátonykócsag (Egretta gularis) (Bosc, 1792)
- fehérarcú gém (Egretta novaehollandiae) (Latham, 1790)
- vörhenyes kócsag (Egretta rufescens) (Gmelin, 1789)
- keleti zátonykócsag (Egretta sacra) (Gmelin, 1789)
- hókócsag (Egretta thula) (Molina, 1782)
- lagúnagém (Egretta tricolor) (Statius Muller, 1776)
- zambézi kócsag (Egretta vinaceigula) (Sharpe, 1895)
- †Egretta subfluvia - késő miocén vagy kora pliocén; Florida, USA

### Fordítás
- Ez a szócikk részben vagy egészben  az   Egretta című angol Wikipédia-szócikk ezen változatának fordításán alapul.  Az eredeti cikk szerkesztőit annak laptörténete sorolja fel. Ez a jelzés csupán a megfogalmazás eredetét és a szerzői jogokat jelzi, nem szolgál a cikkben szereplő információk forrásmegjelöléseként.